# Саґадіська сільська рада
Са́ґадіськаська сільська рада (ест. Sagadi külanõukogu, рос. Сагадиский сельский совет) — сільська рада в Естонській РСР, адміністративно-територіальна одиниця в складі повіту Вірумаа (1945—1950) та Локсаського району (1950—1954).

## Населені пункти
Сільській раді підпорядковувалися села: Саґаді-Метсанурґа (Sagadi-Metsanurga), Ліна (Віла?) (Lina (Vila?), Каткувялья (Katkuvälja), Коппелвялья (Koppelvälja), Лаурі (Lauri).

## Історія
13 вересня 1945 року на території волості Палмсе у Віруському повіті утворена Саґадіська сільська рада з центром у селі Саґаді-Метсанурґа.
26 вересня 1950 року, після скасування в Естонській РСР повітового та волосного поділу, сільська рада ввійшла до складу новоутвореного Локсаського сільського району.
20 березня 1954 року відбулася зміна кордонів між районами Естонської РСР, зокрема від Саґадіської сільради передані Війтнаській сільській раді Раквереського району 36 га земель колгоспу «Калев».
17 червня 1954 року в процесі укрупнення сільських рад Естонської РСР Саґадіська сільська рада ліквідована, а її територія склала східну частину Визуської сільської ради.